# نوربرت بيكر
نوربرت بيكر (بالألمانية: Norbert Becker)‏ هو عالم زراعة ألماني، ولد في 9 يوليو 1937 في فيسبادن في ألمانيا، وتوفي في 7 مايو 2012 في فرايبورغ في ألمانيا.